# Udo Hemmelgarn

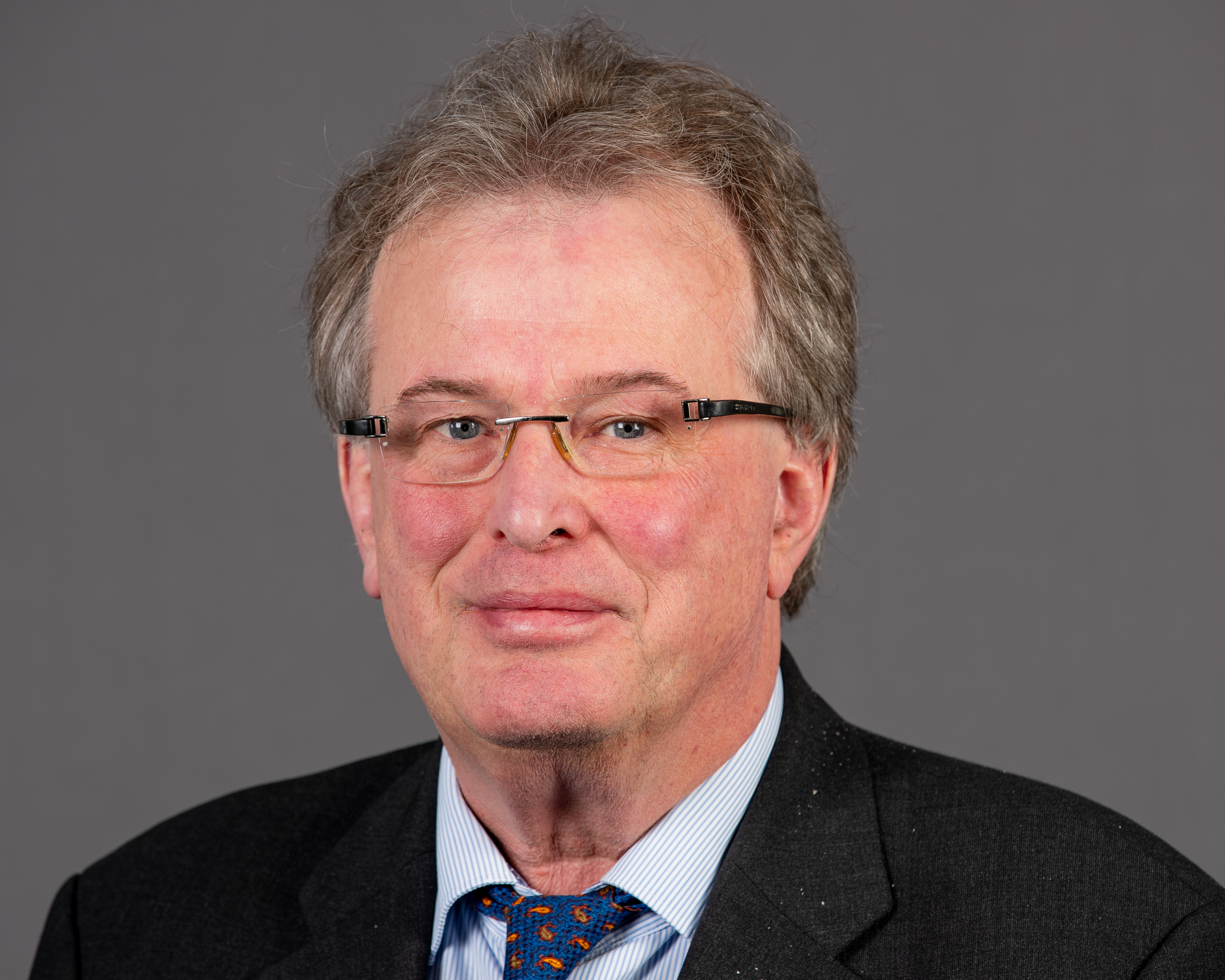
Udo Hemmelgarn (2020)

Udo Theodor Hemmelgarn (* 4. Mai 1959 in Harsewinkel) ist ein deutscher Politiker der Alternative für Deutschland (AfD). Er war von 2017 bis 2021 und ist seit 2025 wieder Mitglied des Deutschen Bundestages.

## Leben und beruflicher Werdegang
Nach dem Schulbesuch absolvierte Hemmelgarn von 1977 bis 1979 die Ausbildung zum Industriekaufmann. Danach besuchte er erneut die Schule und erlangte 1980 die Fachhochschulreife. Es folgte von Oktober 1981 bis November 1982 der Wehrdienst. Seit 1981 ist er als selbstständiger Kaufmann in den Bereichen Immobilien und Gastronomie tätig.
Hemmelgarn ist verheiratet und hat eine Tochter.

## Politische Tätigkeit
Er gehört als Gründungsmitglied seit März 2013 der AfD an und zog am 24. September 2017 über die nordrhein-westfälische Landesliste in den Bundestag ein.
Von 2013 bis 2018 war Hemmelgarn Sprecher des AfD Kreisverbandes Gütersloh. Seit 2014 ist er Mitglied im Kreistag Gütersloh, ebenfalls seit 2014 Sprecher des AfD-Bezirksverbandes Detmold.
2017 war er Gründungsmitglied der Desiderius-Erasmus-Stiftung e.V., der er bis heute angehört.
In der 19. Wahlperiode war Hemmelgarn Mitglied im Ausschuss für Bau, Wohnen, Stadtentwicklung und Kommunen. Er fungierte zudem als baupolitischer Sprecher der AfD-Bundestagsfraktion sowie Obmann und Arbeitskreisleiter für diesen Bereich. Darüber hinaus engagierte er sich als Gründungsmitglied im Verein für Energiesicherheit.
Er war stellvertretendes Mitglied im Auswärtigen Ausschuss des Bundestages sowie im Ausschuss für Umwelt, Naturschutz und nukleare Sicherheit.

## Positionen und Kontroversen
Von den Journalisten Julia Rathcke und Thomas Reisener (Rheinische Post) wurde Hemmelgarn 2017 der Reichsbürger-Szene zugeordnet. Hemmelgarn bestritt die Vorwürfe mit den Worten, er stehe „voll und ganz“ hinter dem Grundgesetz. Hemmelgarn scheiterte vor Gericht mit dem Versuch, gegen diesen Artikel vorzugehen. Der Verfassungsschutz Nordrhein-Westfalen teilte auf die Meldung hin mit, dass er sich nicht zu personenbezogenen Daten äußere.
Der Sozialwissenschaftler Alexander Häusler erklärte 2018 in einem Bericht von Frontal21: „Bei Herrn Hemmelgarn kann man schon davon ausgehen, dass es inhaltlich signifikante Schnittstellen zur Weltanschauung der Reichsbürger gibt.“ Hintergrund waren die von Hemmelgarn mitorganisierten „Alternativen Wissenskongresse“ des AfD-nahen Vereines zur Förderung des politischen Dialogs, die als Netzwerktreffen für Verschwörungs- und Reichsbürgerideologen bewertet wurden.
Im März 2018 und November 2019 traf sich Hemmelgarn gemeinsam mit weiteren Abgeordneten der AfD-Fraktion mit Vertretern des Assad-Regimes in Syrien, wo er ein Ende der EU-Sanktionen forderte. Die Treffen lösten parteiübergreifend scharfe Kritik aus.
Im Mai 2019 wurde bekannt, dass Hemmelgarn zusammen mit anderen AfD-Abgeordneten – entgegen geltenden Vorschriften – einen Diplomatenpass für eine Privatreise auf die von Russland annektierte Krim genutzt hatte.
Hemmelgarn geriet im Juni 2019 in die öffentliche Kritik, nachdem er sich im Nachgang der Kollision zweier Eurofighter über Mecklenburg-Vorpommern per Twitter zynisch darüber geäußert hatte.
Im November 2019 beteiligte sich Hemmelgarn an einer Hetzkampagne gegen den hannoverschen Oberbürgermeister Belit Onay, indem er in einem Tweet unzutreffend suggerierte, es habe nach dessen Wahl Straßenfeiern mit Mondstern gegeben.
Zu den Gefahren von COVID-19 sprach Hemmelgarn 2020 von „dieser sogenannten Pandemie“, deren Gefährlichkeit „maßlos übertrieben“ werde. Er nahm an einer Berliner Demonstration der „Querdenker-Bewegung“ teil und sah dort mehrheitlich die „Mitte der Gesellschaft“ versammelt.
Im Oktober 2020 war Hemmelgarn einer der AfD-Veranstalter der zweiten „Konferenz der freien Medien“, die in einem Anhörungssaal des Bundestags stattfand. Dort bezeichnete er eine angebliche „Informationsmaschinerie aus öffentlich-rechtlichen Medien und staatstreuem Journalismus“ als „Sprachrohr eines gesteuerten Mainstreams“. Es gebe einen „politisch-medialen Komplex“, der „mit Unsummen“ versuche, „die Massen zu manipulieren“.
Am 18. November 2020 schleuste Hemmelgarn zusammen mit u. a. Petr Bystron anlässlich der Abstimmung über das dritte Bevölkerungsschutzgesetz eine AfD-nahe Besuchergruppe in den Bundestag ein. Bundestagspräsident Schäuble hatte die Besucherregel zuvor ausgesetzt, Hemmelgarn hatte die Personen aber direkt mit Besucherausweisen versehen. Die Personen bedrängten vor der Abstimmung Abgeordnete und beschimpften Wirtschaftsminister Peter Altmaier vulgär.